# Laukasoo
Laukasoo är en sumpmark i Estland.   Den ligger i landskapet Lääne-Virumaa, i den centrala delen av landet, 70 km öster om huvudstaden Tallinn.